# Albert Chevallier Tayler

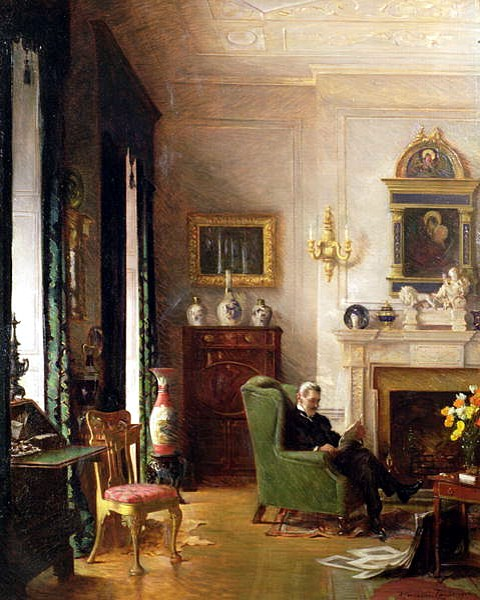
The Grey drawing Room del 1917

Albert Chevallier Tayler (Leytonstone, 5 aprile 1862 – Essex, 20 dicembre 1925) è stato un pittore inglese specializzato in ritratti e in pittura di genere, ma anche legato alla tecnica en plein air della scuola di Newlyn.

## Biografia
Albert Chevallier Tayler studiò presso la Heatherley's School of Art, le scuole della Royal Academy e con le avanguardie francesi. Per vent'anni fu seguace della scuola di Newlyn, una corrente artistica che si ispirava alla scuola francese en plein air e che si focalizzava sulla rappresentazione della vita rurale.
Il suo quadro più rappresentativo di questo periodo fu A Dress Rehearsal (Una prova generale) del 1888, appeso ai National Museums Liverpool. Questo quadro rivela un uso delle luci e delle ombre e rappresenta una scena di genere della Cornovaglia assolutamente plausibile.

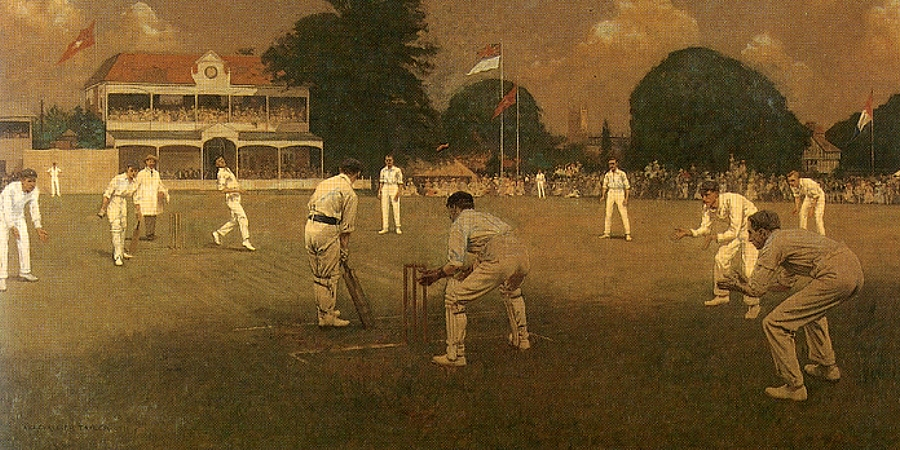
Kent Vs Lancashire at Canterbury del 1906

Durante gli anni novanta del XIX secolo espose con regolarità alla Royal Academy (di cui fu anche membro), e intorno all'inizio del secolo successivo si trasferì a Londra dove si convertì a uno stile di vita urbano molto più raffinato e cominciò a dipingere scene delle città europee.
Nel 1901 realizzò uno dei suoi più grandi quadri The Ceremony of the Garter (la cerimonia della giarrettiera) che rappresenta la famosa scena dell'alto Medioevo all'Eltham Palace in cui la giarrettiera caduta di Joan of Kent viene raccolta da Edoardo III d'Inghilterra; la leggenda vuole che questa scena sia alla base della nascita dell'ordine della Giarrettiera.
Nel 1903 venne commissionato all'ormai rinomato Tayler di dipingere un grande pannello per la Royal Exchange di Londra, il risultato fu un dipinto dal nome The five Kings (I cinque re).
Tayler fu un appassionato giocatore di cricket, e nel 1905 realizzò dodici acquerelli di famosi e spesso nobili giocatori di cricket. Lord Leverhulme usò questi acquerelli per produrre delle litografie che reclamizzassero il suo sapone Lever Brothers. Le stampe divennero molto popolari tanto che la National Portrait Gallery ne ha nove esposte. Nel 1906 Tayler dipinse una famosa immagine di una partita di cricket dal titolo Kent vs Lancashire at Canterbury che fu commissionata dal Kent. Nel giugno del 2006 questo quadro fu venduto per la cifra di 680.000 sterline, un record per un quadro sul cricket.

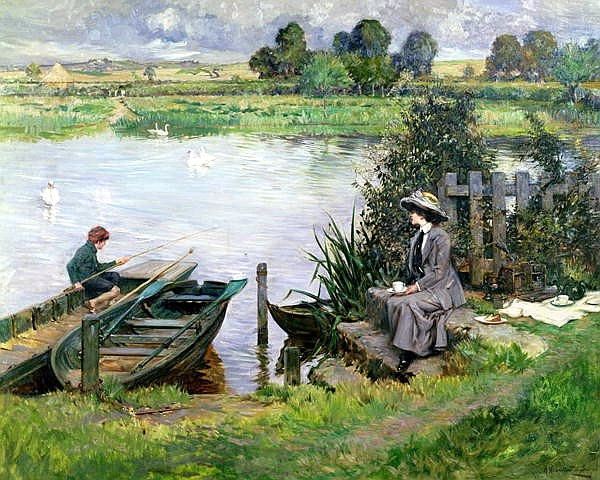
The Thames At Benson del 1912